# نیروپاما سانجیو
نیروپاما سانجیو (انگلیسی: Nirupama Sanjeev؛ زاده ۸ دسامبر ۱۹۷۶) یک تنیس‌باز اهل هند است.